# Thouars-sur-Garonne
Thouars-sur-Garonne é uma comuna francesa na região administrativa da Nova Aquitânia, no departamento Lot-et-Garonne. Estende-se por uma área de 4,04 km². Em 2010 a comuna tinha 225 habitantes (densidade: 55,7 hab./km²).